# Siyoli Waters
Pour les articles homonymes, voir Waters.
Siyoli Waters née le 31 janvier 1983 à East London, est une joueuse professionnelle de squash représentant l'Afrique du Sud. Elle atteint en octobre 2013 la 28e place mondiale sur le circuit international, son meilleur classement.
Elle remporte deux titres de championne d'Afrique du Sud en 2013 et 2014.

## Palmarès

### Victoires
- Championnats d'Afrique du Sud : 2 titres (2013, 2014)